# Museo della ceramica Princessehof
Il Museo della ceramica Princessehof (in olandese: Keramiekmuseum Princessehof) è un museo di ceramiche nella città di Leeuwarden nei Paesi Bassi. Il nome del museo viene da uno dei due edifici nei quali è ospitato: un piccolo palazzo costruito nel 1693 e in seguito occupato da Maria Luisa, principessa madre di Orange. L'altro edificio annesso è lo stins Papinga, un'ex fortezza del XV secolo. Il museo riveste interesse per i suoi edifici, ma anche per la sua collezione di mattonelle, ceramiche e sculture ceramiche.

## Storia dell'edificio
Nel 1731, l'edificio fu acquistato da Maria Luisa (nota a Leeuwarden come Marijke Meu, "Zia Maria"), che era vedova dal 1711 e agì come reggente per suo figlio Guglielmo IV fino a quell'anno, quando egli divenne maggiorenne. Maria Luisa si trasferì nell'edificio e cominciò una collezione di ceramiche, che ora fa parte della collezione del museo, soprattutto nel Nassaukamer, una sala da pranzo del periodo in stile barocco. Dopo la sua morte, l'edificio fu diviso in tre case, e una di queste giunse in seguito nelle mani dei notai e collezionisti d'arte di Leeuwarden Nanne Ottema (1874–1955) e sua moglie Grietje Kingma, che fondarono il museo durante la loro vita nel 1917.
L'artista grafico olandese M. C. Escher, noto per le sue xilografie, litografie e mezzetinte di ispirazione matematica, nacque nella casa centrale nel 1898.

## Ceramiche
L'Ottema-Kingma Stichting tiene viva la tradizione dei fondatori con una base dati in linea per la collezione e la biblioteca associata. La Stichting è anche la proprietaria formale della collezione di ceramiche asiatiche con oggetti che vanno dal 2800 a.C. fino al XX secolo. Accanto alla collezione asiatica, c'è anche un'ampia gamma di ceramiche europee ed alcune islamiche.

## Strutture
Il museo ha un caffè e spesso ospita mostre d'arte. Il museo espone permanentemente l'ex studio del ceramista olandese Jan van der Vaart.

## Galleria d'immagini
Selezione di opere dalla collezione relativa:

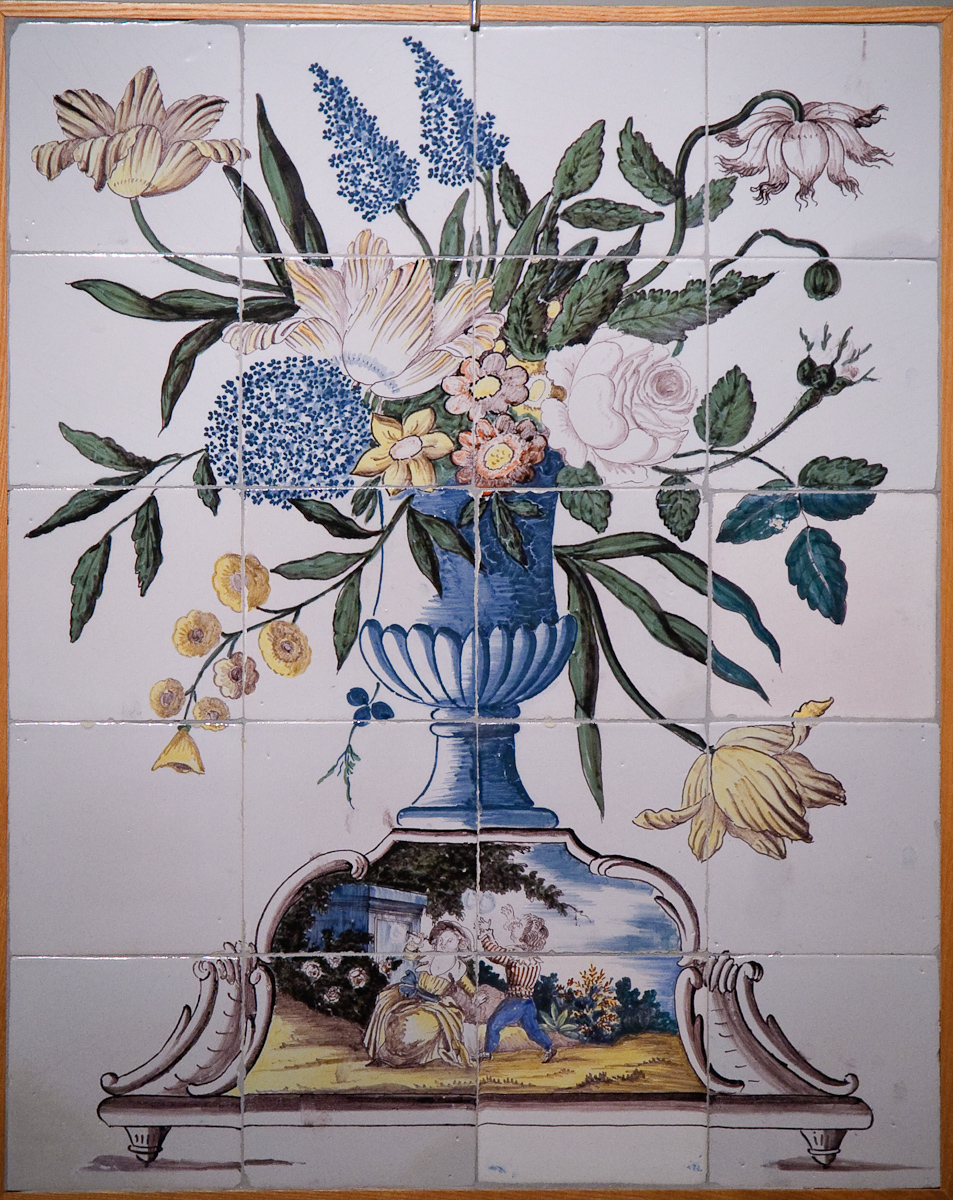
Pittura di fiori su mattonella
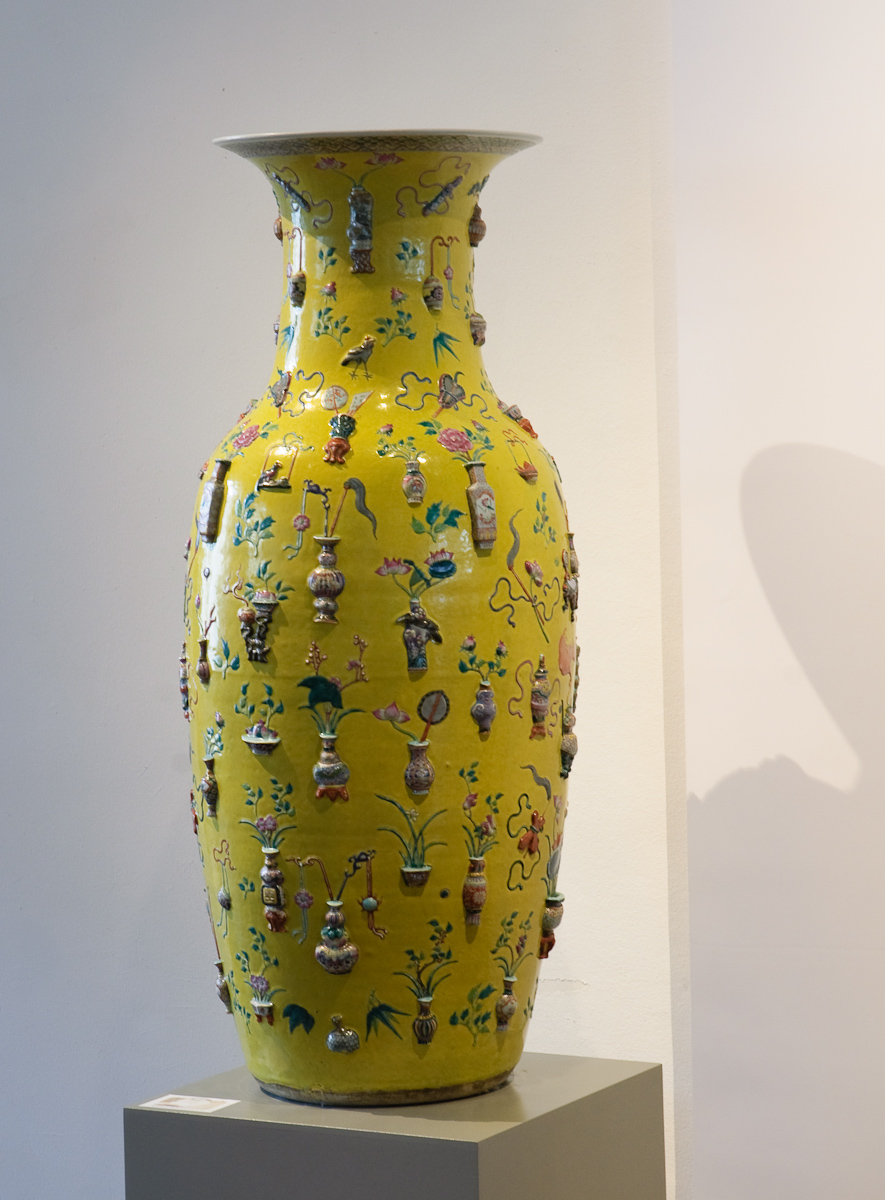
Vaso giallo
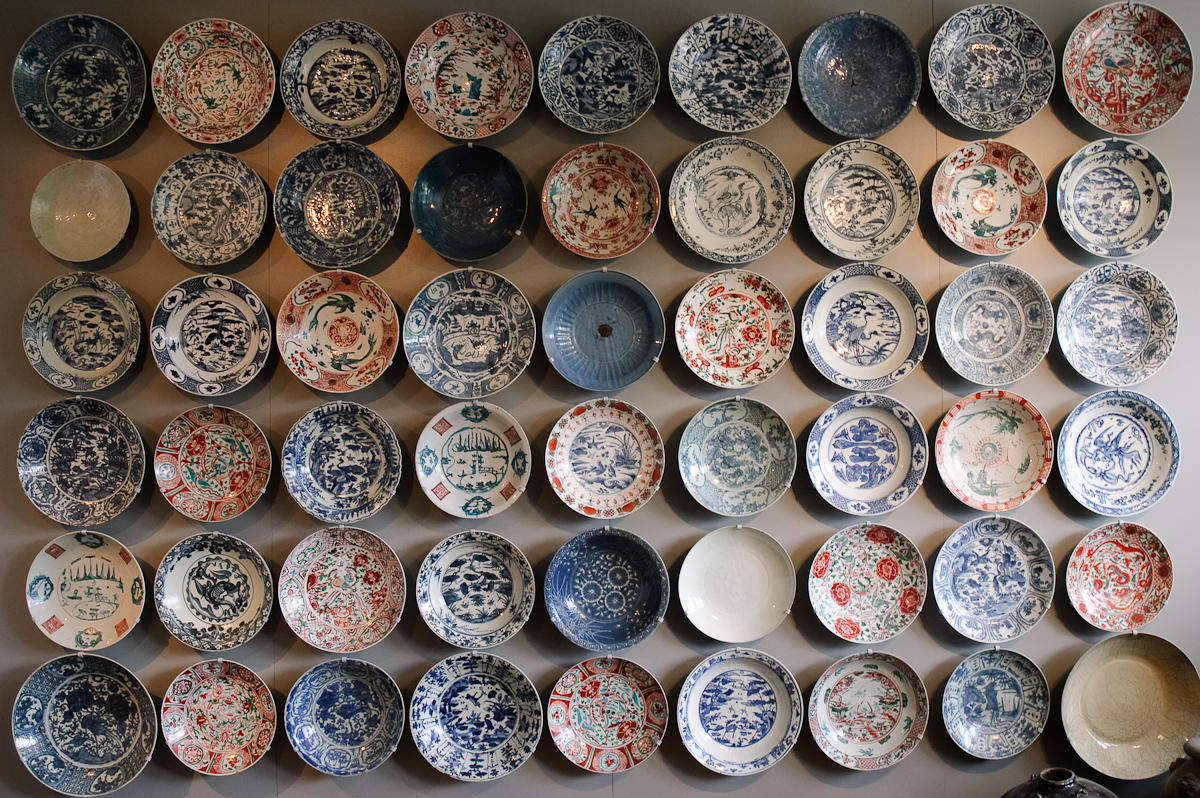
Parete di piatti cinesi di porcellana Zhangzhou
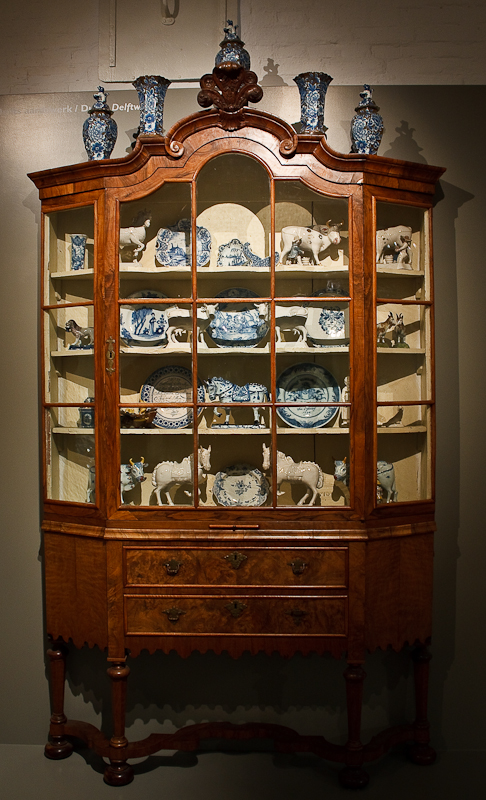
Ceramica di Delft
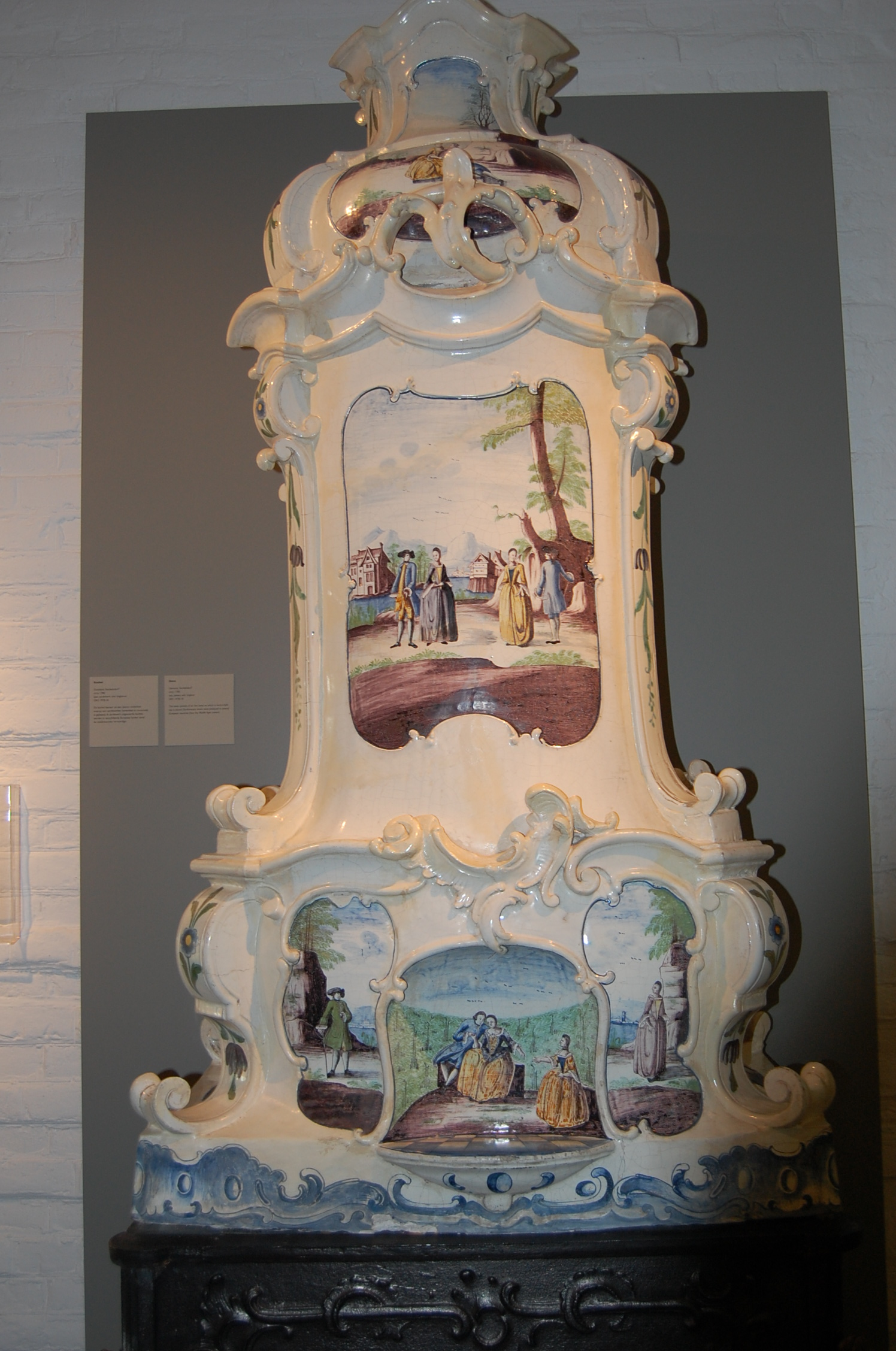
Base di caminetto
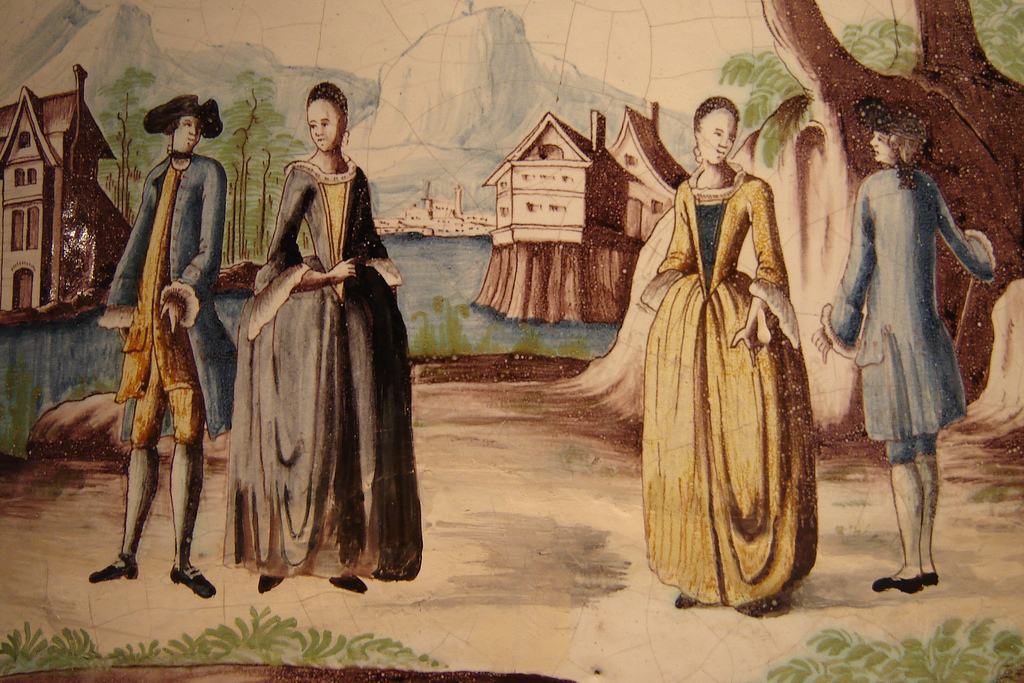
Pittura su porcellana su una base di caminetto